# Fabrizio De Simone
Fabrizio De Simone (Roma, 30 marzo 1971) è un pilota automobilistico italiano, che ha preso parte a un'edizione della 24 Ore di Le Mans nel 2003 e a una della 12 ore di Sebring nel 2005.

## Carriera
De Simone ha iniziato la sua carriera nel karting, dove è stato Campione del Mondo nella classe 100 Junior nel 1986 ed arrivato tre volte secondo assoluto nel Campionato del Mondo di Formula K nel 1989 e 1990 e ricevendo due volte la medaglia d'argento CONI. In seguito ha preso parte al campionato italiano di Formula 3 per poi passare in Formula 3000 nel 1994.
In seguito nel 1996 è stato assunto come collaudatore ufficiale in Formula 1 dal team Jordan. Nel 1997 è passato al campionato italiano di vetture turismo correndo per il team BMW Italia, correndoci per tre stagioni consecutivamente fino 1998, ottenendo due quarti posti e un quinto posto assoluto, vincendo 6 gare.
Nel 2000 e 2002 ha preso parte all'European Touring Car Championship e come pilota ufficiale per Maserati con la MC12 alla American Le Mans Series. Ha fatto il suo debutto alla 24 ore di Le Mans nel 2003. La sua ultima stagione in attività è stata il 2007, gareggiando su una Ferrari F430 GT nella classe GT2 della Le Mans Series.